# Horná Súča
Horná Súča és un poble i municipi d'Eslovàquia que es troba a la regió de Trenčín.

## Història
La primera menció escrita de la vila es remunta al 1208.

## Demografia
| Godina             | 1994 | 2004   | 2014   | 2024   |
| ------------------ | ---- | ------ | ------ | ------ |
| Nombre de persones | 3640 | 3503   | 3422   | 3281   |
| Diferència         |      | −3,76% | −2,31% | −4,12% |

| Godina             | 2023 | 2024   |
| ------------------ | ---- | ------ |
| Nombre de persones | 3276 | 3281   |
| Diferència         |      | +0,15% |